# Lawngtlai (district)
Lawngtlai is een district van de Indiase staat Mizoram. Het district telt 117.894 inwoners (2011) en heeft een oppervlakte van 2519 km².

## Bevolking
Volgens de volkstelling van 2011 telt het district Lawngtlai 117.894 inwoners, hetgeen een toename van +60,14 procent is vergeleken met 73.620 inwoners in 2001. 
De  geletterdheid bedraagt 65,88 procent van de bevolking: 74,12 procent voor mannen en 57,12 procent voor vrouwen. 

#### Religie
Volgens de volkstelling van 2011 is 54,19 procent christelijk en 43,72 procent is boeddhistisch. Minderheden zijn hindoeïstisch (1,41 procent), islamitisch (0,44 procent) of  jaïnistisch (0,10 procent). 
Aizawl · Champhai · Hnahthial · Khawzawl · Kolasib · Lawngtlai · Lunglei · Mamit · Saiha · Saitual · Serchhip